# Aruba
Aruba, officieel: Land Aruba (Papiaments: Pais Aruba), is een land binnen het Koninkrijk der Nederlanden, gelegen op het Zuid-Amerikaanse continentaal plat in de Caraïbische Zee, op 23 kilometer ten noorden van het schiereiland Paraguaná van de Venezolaanse deelstaat Falcón. Het behoort tot de ABC-eilanden van de Kleine Antillen. Aruba heeft een bevolking van 119.428 (2020) inwoners en met een oppervlakte van 180 km² is het ongeveer even groot als het Nederlandse waddeneiland Texel. Het eiland is vrij droog met weinig van de weelderige tropische vegetatie die in de Caraïben gebruikelijk is.

## Geschiedenis
Het eiland werd rond het jaar 1000 ontdekt door de Caquetio, een stam van de Arowakken. Zij waren met kano's gevlucht vanuit Venezuela om te ontkomen aan aanvallen door de Cariben. Resten van de vroegste bewoning door hen op Aruba dateren van ongeveer 1000. Door de afgelegen ligging ten opzichte van andere Caribische eilanden en de sterke stroming, bleven de Caquetios meer gebonden aan Zuid-Amerika dan aan de Caraïben.
Aruba werd in 1499 door Alonso de Ojeda, Amerigo Vespucci en Juan de la Cosa gekoloniseerd namens de Spaanse koning. Het eiland werd samen met Bonaire en Curaçao door de koning aan Juan Martín de Ampués in eigendom gegeven en werden ook de "Islas de Los Gigantes" genoemd. Een bekend werk dat de hele geschiedenis vertelt van het begin van de Spaanse conquista en kolonisatie is de "Elegias de varones ilustres de Indias", geschreven door Juan de Castellanos.
In 1636 werd Aruba overgenomen door de Nederlanders.
In de 19e eeuw verbleef de Venezolaanse, rebellerende generaal Francisco de Miranda enkele weken op Aruba met een groep van ongeveer 300 vrijheidsstrijders. Op 19 augustus 1806 verspreidde hij een proclamatie onder de bewoners van Aruba.
Aruba was tussen 1807 en 1816 in de handen van de Engelsen. In 1824 werd goud ontdekt, dat tot 1916 door een Engelse maatschappij gewonnen werd. Bij de totstandkoming in 1865 van het nieuwe Regeringsreglement werd door de minister van Koloniën geconstateerd dat de enige band tussen de eilanden de onderhorigheid aan de Staat der Nederlanden was.
In 1879 begon men met een fosfaatwinningsmaatschappij op Aruba bij de Sero Colorado. De ondergrondse tunnels zijn tegenwoordig nog aanwezig.
In 1907 ontstond een fel protest van Arubaanse handelaren tegen de vermeend stiefmoederlijke behandeling door Nederland van Aruba.
In 1933 bood de Raad van Politie van Aruba een petitie aan aan de Koningin voor een meer losse, zelfstandige status, mogelijk geïnspireerd door het Statuut van Westminster van het Britse Gemenebest van 1931.
In 1947 werd door het Arubaanse volk een petitie opgesteld voor "separacion", "verlaating" (secessierecht) en werd na een grootse volksdemonstratie voor volkomen zelfstandigheid, een dergelijke onafhankelijkheid vastgelegd in Aruba's eerste "STAATSREGLEMENT" volgens de wens van het Arubaanse volk: Aruba als volkomen autonoom staat/land, lid van het Koninkrijk, rechtstreeks onder de Kroon. Actief kiesrecht hebben de op Aruba geboren Nederlanders en elders geboren Nederlanders die ten minste 10 achtereenvolgende jaren op Aruba hebben gewoond. Daarmee werd dus al in 1947 duidelijk gedefinieerd wie als Arubaans burger beschouwd kan worden.
Op 15 maart 1952 werd wederom een definitie van het Arubaans burgerschap vastgesteld. Deze keer in een motie van de Eilandsraad van Aruba: voor een kiesstelsel, waarbij de op Aruba geborenen en hun kinderen, waar ook geboren, mits Nederlanders, in de volksvertegenwoordiging een meerderheid hebben. Dit voorstel werd aangenomen met 16 stemmen vóór en 5 stemmen tegen.
Gedurende de Conferentie van 1972 in Suriname stelde de heer Yarzagaray: "Wij zullen wel een oplossing vinden, maar Aruba zal nooit een tweederangs nationaliteit accepteren!".
Terug op Aruba begon de MEP, die werd geleid door de politicus Betico Croes, die de voorvechter was voor autonomie voor het eiland (Status Aparte), op planmatige wijze het Arubaanse volk op onafhankelijkheid voor te bereiden. Men ging hiervoor naar de Verenigde Naties en naar de buurlanden om steun voor het voorbereiden van een referendum. Aruba kreeg onder andere steun van Venezuela, Panama en Costa Rica en men reisde ook naar Londen voor de steun van de "Socialist International", waarvan de MEP later lid werd.

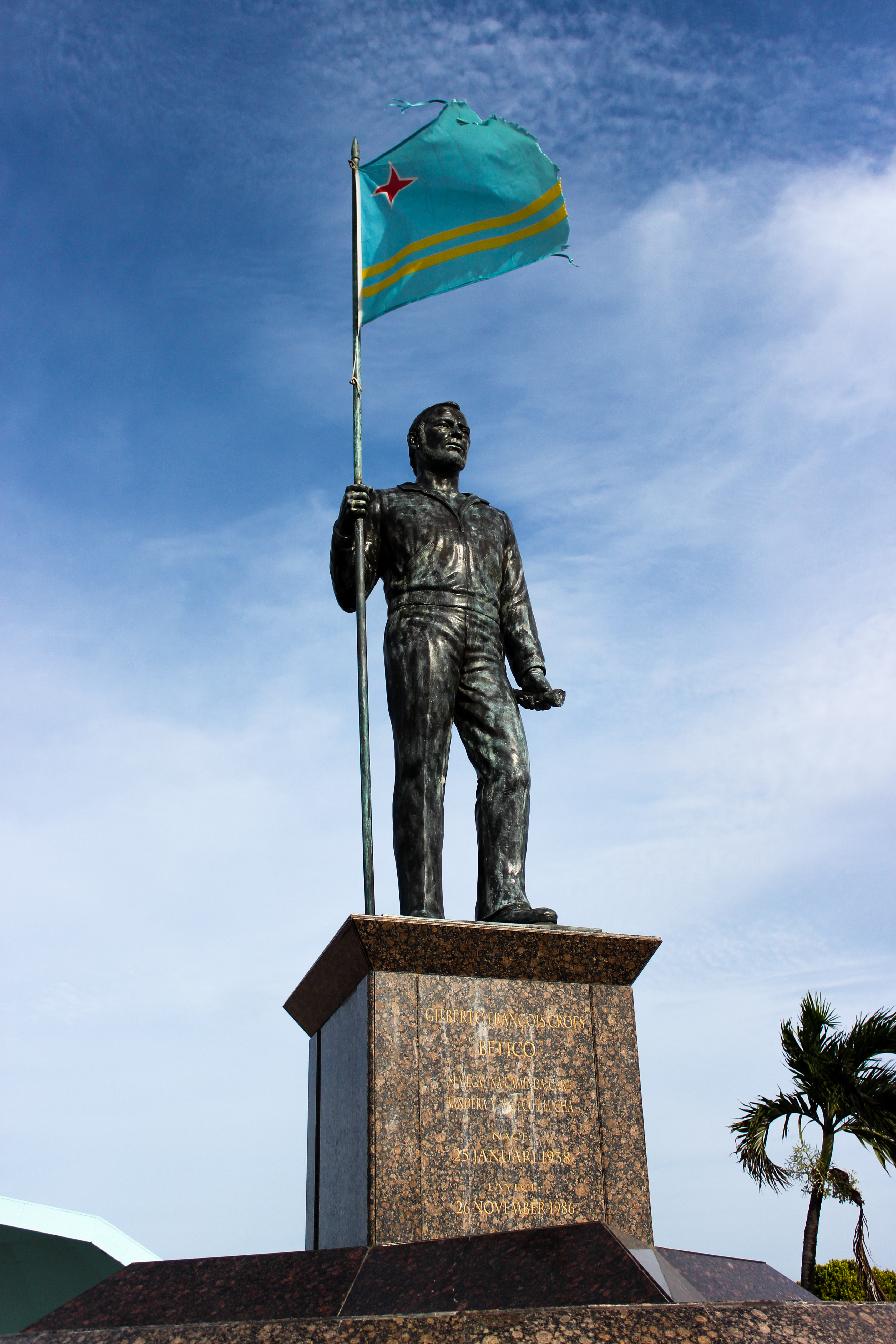
Monument op Plaza Betico Croes van de heer Gilberto François " Betico" Croes, politicus en oprichter van MEP, die de voorvechter was van de onafhankelijkheid van Aruba's "Status Aparte".

In 1976 werd voor het eerst een datum voor Aruba's onafhankelijkheid vastgelegd, te weten voor 1981; 18 maart werd de Dag van Aruba's Volkslied en Vlag, hiermee twee symbolen van Aruba's soevereiniteit en onafhankelijkheid verenigend. Op 25 maart 1977 werd het onafhankelijkheidsreferendum gehouden, waarbij meer dan 57% van de kiesgerechtigden de voorkeur gaf aan onafhankelijkheid.
In april 1978, met de ondertekening van het "Protocol van Willemstad" werden Aruba's zelfbeschikkingsrecht en onafhankelijkheid en ook van de andere eilanden officieel erkend.
Dit leidde tot de Rondetafelconferentie in 1981, waar Aruba in een eindnota haar datum voor onafhankelijkheid nu verlegde naar het jaar 1991.
De grondwet van Aruba werd op 9 augustus 1985 unaniem aangenomen. Op 12 december werd het zeegebied in een Rijkswet vastgelegd (Staatsblad van het Koninkrijk der Nederlanden 1985, nr. 665; Rijkswet Staatsblad 1985, Nr. 664).
Op 1 januari 1986 werd Aruba afgescheiden van de Nederlandse Antillen en werd het een volkomen zelfstandig en autonoom land binnen het Koninkrijk der Nederlanden (status aparte) en de Nederlandse Antillen. Op 6 januari 1989 waren er voor het eerst sinds het verkrijgen van de status aparte verkiezingen. Deze werden gewonnen door de MEP, die 10 van de 21 zetels behaalde.
In juni 1990 werd door premier Nelson Oduber en minister Hirsch Ballin besloten de "Status Aparte" voort te zetten na 1996. In 1994 werd definitief afgezien van de eerder voorgenomen onafhankelijkheid van Aruba in 1996. Nederland zou vanaf dan ook niet meer aandringen op de onafhankelijkheid van Aruba. Aruba behield wel de Status Aparte en de mogelijkheid om in de toekomst zelf te kiezen voor onafhankelijkheid.  Op 10 oktober 2010 werden de Nederlandse Antillen als land opgeheven en werden Curaçao en Sint Maarten net als Aruba onafhankelijke landen binnen het koninkrijk.

## Demografie

### Bevolking
Aruba heeft een zeer multiculturele samenleving. De bevolking van Aruba stamt af van Inheemse Indianen, Europeanen en in mindere mate Sefardische Joden en Afrikanen. Minderheden van andere afkomst en meer dan 130 nationaliteiten wonen ook op het eiland. De oorspronkelijke Indiaanse inwoners van Aruba behoorden tot de Zuid-Amerikaanse stam van de Arawakken. Men vermoedt dat deze van het vasteland in het verleden zijn overgestoken. Archeologische resten van botten en gebruiksvoorwerpen geven een sterke verwantschap aan tussen de Arawakken van Zuid-Amerika en de inwoners van Aruba. Nadat de meeste indianen uit Aruba naar Santo Domingo (Hispaniola) werden gebracht om als slaven in de mijnen te werken, werd Aruba in opdracht van de Spaanse koning door Juan de Ampiés herbevolkt. In de tweede helft van de zeventiende eeuw schrijft A.O. Exquemelin dat de W.I.C. op Aruba een sergeant en vijftien soldaten gestationeerd hadden en dat het eiland bewoond was door indianen die Spaans spraken. Ongetwijfeld bestond de bevolkingen van alle drie de eilanden; Curaçao, Aruba en Bonaire in die jaren merendeel uit indianen en gestationeerde soldaten van de Nederlandse West Indische Compagnie, en de basis van de taal 'Papiaments' werd al toen gelegd voor het begin van de bloei van de Trans-Atlantische slavenhandel.
In 1806 bestond volgens commandeur Van den Broek meer dan de helft van de gezinshoofden van Aruba uit Indiaanse gezinshoofden.
De bevolkingsdichtheid op Aruba is nu vrij hoog, ca. 581 inwoners per km². De huidige bevolking van Aruba bestaat naast Arubanen uit 100 andere nationaliteiten. Arubanen vormen ongeveer 70 procent van de bevolking, de grootste groepen overige inwoners van Aruba zijn Colombianen met 9,1% en Nederlanders met 4,3%. De rest van de bevolking wordt gevormd door andere Zuid-Amerikanen, Europeanen en Aziaten.

### Taal
De officiële talen zijn Nederlands en Papiaments – een Creoolse taal gebaseerd op Portugees met sterke invloeden van het Spaans, Engels, Nederlands en Afrikaanse talen. Op Aruba wordt een eigen spelling van het Papiaments gebruikt, die afwijkt van de spelling die op Curaçao en Bonaire wordt gehanteerd. Een van de verschillen is het gebruik van de letter C (op Aruba) voor de klank [k]. Op Curaçao en Bonaire wordt de letter K gebruikt voor deze klank.
Het oudste officiële document geschreven op Aruba in het Papiaments is van 1803. Alle kranten op Aruba, behalve Amigoe, verschijnen in het Papiamento, en alle vergaderingen van het Parlement van Aruba worden in het Papiamento gehouden. Om werkelijk goed op de hoogte te kunnen zijn van de politiek moet men Papiamento goed kunnen verstaan.
Bij de volkstelling van 2000 was de meest gesproken thuistaal voor 69,4% van de bevolking Papiamento, voor 13,2% Spaans, voor 8,1% Engels en voor 6,1% Nederlands.

## Geografie

### Steden/plaatsen
De hoofdstad van Aruba is Oranjestad.
Andere plaatsen zijn onder andere:
- Palm Beach
- Angochi
- Malmok
- Moko
- Catiri
- Catashi
- Seroe Colorado
- Sint Nicolaas
- Pos Chikito
- Brasil
- Savaneta
- Barcadera
- Simeon Antonio
- Fontein
- Franse Pas
- Tanki Flip
- Santa Cruz
- Paradera
- Tanki Leendert
- Noord
- Parkietenbos
- Bubali
- Kudawecha
- Yaburibari
- Urataca
- Shabiruri
- Yucuri
- Matividiri
- Siribana
- Camacuri
- Cashero
- Daimari
- Piedra Plat

Aruba is onderverdeeld in acht regio's die alleen een administratieve, logistieke en statistische functie hebben.

## Bezienswaardigheden
De belangrijkste reden voor toeristen om naar Aruba te komen zijn de hagelwitte stranden en de azuurblauwe zee. Verspreid over de kalme westkust zijn er vele veilige stranden, al dan niet in de nabijheid van hotels. Stranden die door de Arubanen veel worden bezocht zijn Baby Beach (nabij San Nicolas), Boca Catalina en Arashi Beach (nabij de California Lighthouse) en Mangel Halto. Ook zijn er elders op het eiland nog diverse aantrekkelijke stranden.
Een bekende bezienswaardigheid voor toeristen was de Natural Bridge, de langste natuurlijke brug in de Caraïben. Op 2 september 2005 is deze ingestort, ongetwijfeld door de lange eroderende werking van zeewater en wind. Kleinere natuurlijke bruggen zijn overigens nog altijd aanwezig op het eiland, waarvan één zich naast de resten van de ingestorte brug bevindt.
Nationaal park Arikok is een park dat een aanzienlijk deel van het eiland beslaat. Het park bestaat uit een ruig bergachtig landschap met veel stenen en cactussen. Het park is toegankelijk met een auto, een terreinwagen is wel sterk aanbevolen. Aan het begin van het park is een bezoekerscentrum met informatie over de flora en fauna op het park.

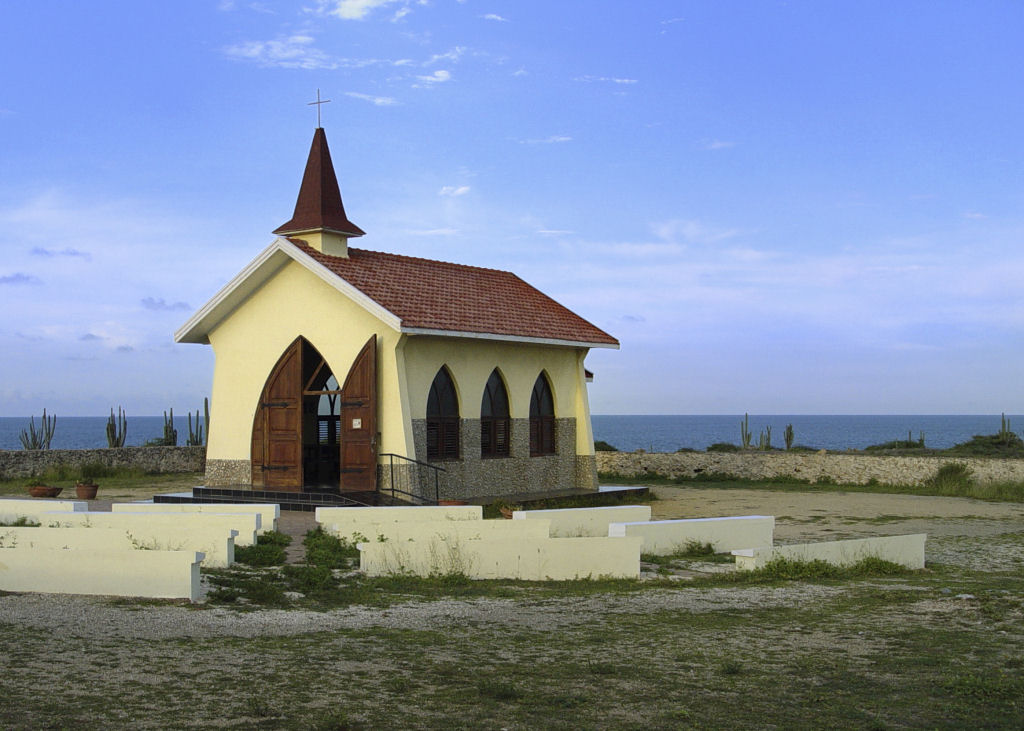
Altovistakapel

Langs de rotsige noordkust van het eiland, eveneens op Arikok, bevindt zich verder de Natural Pool ('Natuurlijk Zwembad'), op Aruba ook wel aangeduid met 'Conchi. Dit is een, door rotsen afgeschermd, geïsoleerd stukje oceaan met een doorsnee en diepte van enkele meters. Doordat de ruwe zee ten noorden van het eiland hoge golven teweegbrengt die stukslaan tegen de rotsen, wordt de Natural Pool gevuld met water, flora en fauna direct vanuit de oceaan. Natural Pool werd in het verleden gebruikt om gevangen zeeschildpadden te houden. De lokale bevolking beweert dat er van tijd tot tijd kleine haaien gevangen worden in de Natural Pool. De Natural Pool is alleen bereikbaar over een kort stukje onverharde weg.
De Altovistakapel nabij Noord is een klein kerkje midden in rotsachtig onbewoond gebied met uitzicht op de ruige zee aan de noordkant van Aruba.

## Klimaat
Op Aruba heerst een tropisch steppeklimaat (BSh volgens de klimaatclassificatie van Koppen) met middagtemperaturen van gemiddeld 29 graden in december tot 32 graden in juli en augustus. De gemiddelde jaarlijkse neerslag is rond de 470 mm, maar grote afwijkingen van deze hoeveelheid zijn mogelijk. In sommige jaren valt er meer dan 900 mm, terwijl er in andere jaren nauwelijks een druppel regen valt. Het regenseizoen is in oktober, november en december. Tijdens dit seizoen valt de regen vooral in de nacht en in de ochtend; in de middag en avond is het meestal zonnig en droog. De neerslag valt dan vooral in de vorm van zware buien. In en kort na het regenseizoen is de natuur wat groener dan in de rest van het jaar.
Buiten het regenseizoen is regen zeldzaam, tenzij er een orkaan in de buurt komt. Aruba ligt buiten de orkaangordel en wordt zeer zelden daadwerkelijk getroffen door een orkaan. Het komt zo nu en dan voor dat een orkaan vrij dicht langs het eiland trekt, waardoor een uitloper ervan voor harde wind en zware en langdurige regen- en onweersbuien zorgt. Overstromingen kunnen dan voorkomen. In het voorjaar en de zomermaanden komt saharastof voor. Stofdeeltjes worden meegenomen door de wind en maken het zicht heiig.
Op Aruba schijnt de zon gemiddeld ruim 3.200 uur per jaar. Ter vergelijking: in noordwest Europa is dit gemiddeld 1.600 uur per jaar.
Door boskap ten behoeve van woningbouw en toerisme treedt met name in Oranjestad het Hitte-eilandeffect op. Stenen en asfalt absorberen de warmte en houden die vast. Dutch Caribbean Nature Alliance (DCNA), Universiteit Utrecht en University of Aruba verzamelen en onderzoeken de klimaatgegevens van stad en omgeving met behulp van satellietmetingen.

## Landschap

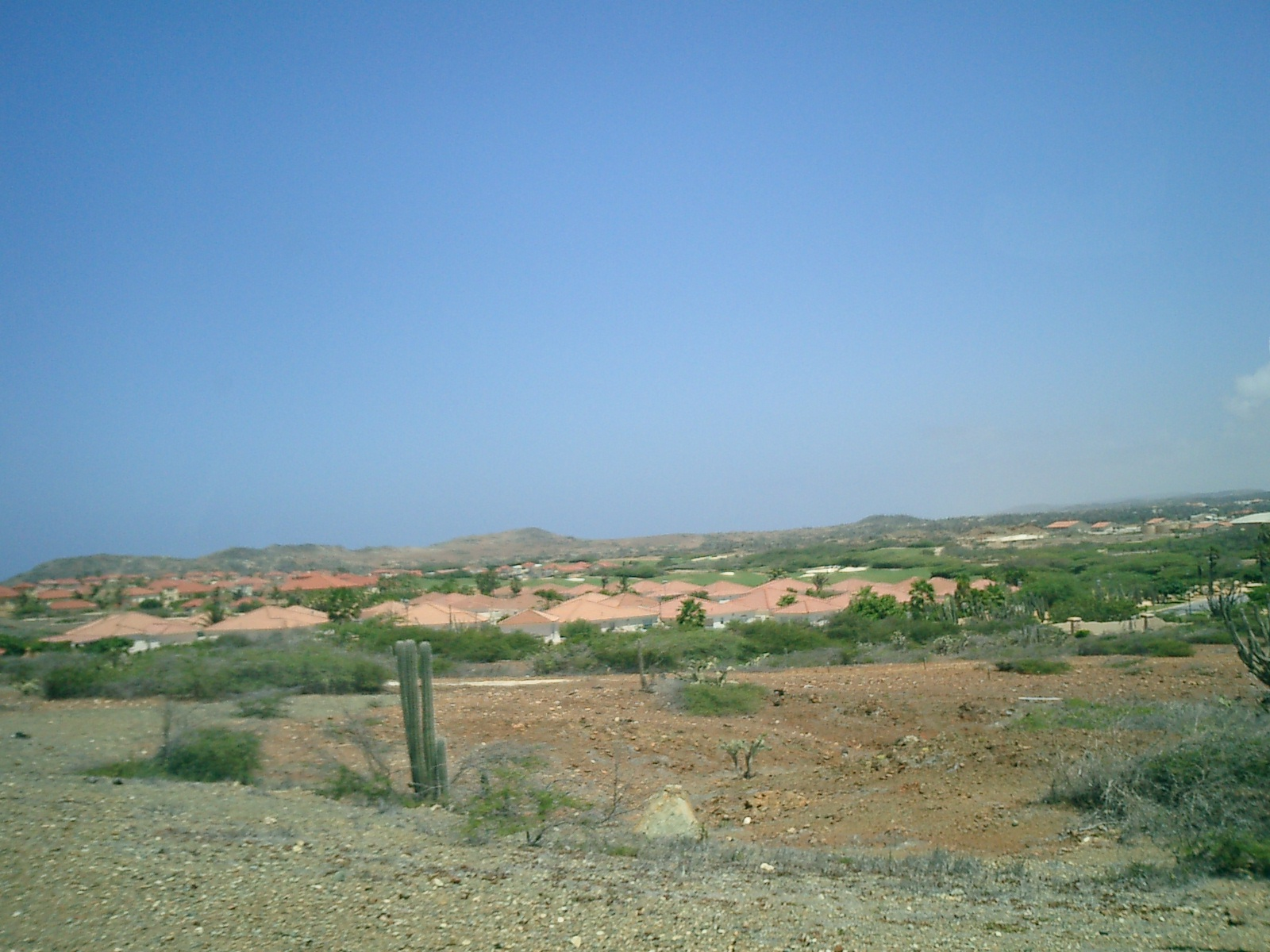
Landschap te Noord

Aruba heeft een dor en rotsachtig landschap met veel cactussen en de Dividivi-boom. De neerslaghoeveelheid van gemiddeld 470 mm is iets lager dan het gemiddelde in Nederland, maar door de sterke verdamping in dit warme klimaat, en de concentratie van regen in zware buien (waarbij de meeste regen niet de rotsachtige bodem in trekt maar de zee in spoelt) blijft Aruba dor en droog. De Dividivi is een voor Aruba karakteristieke boom die met de wind meegroeit. Er zijn bossen met Dividivi-bomen waarbij alle bomen dezelfde kant op staan.
Het westen van het eiland is relatief vlak. Dat deel van het eiland is ook zeer dichtbevolkt. In het oosten van het eiland, waar het Nationaal park Arikok is, is het heuvelachtiger. De Hooiberg is een opvallende heuvel (165 meter) in het midden van Aruba. Het is een kegelvormige heuvel met op de top diverse zendmasten. De Hooiberg is bijna vanaf het hele eiland zichtbaar, en is een opvallende verschijning doordat de heuvel eenzaam boven een vlakte uitsteekt. Hoewel de Hooiberg soms door zijn prominentie als de hoogste heuvel van het eiland gezien wordt, is Aruba's hoogste heuvel in werkelijkheid de Jamanota, met 188 meter.
Er is rondom Aruba veel koraalrif waardoor het een aantrekkelijk gebied is om te duiken. Er is ook een aantal scheepswrakken dat voor duikers interessant is.

## Cultuur
- Muziek van Aruba
- Lijst van kunstenaars uit het Caribisch deel van het Koninkrijk der Nederlanden
- Lijst van schrijvers uit het Caribisch deel van het Koninkrijk der Nederlanden

## Onderwijs
Het schoolsysteem op Aruba is vrijwel hetzelfde als in Nederland, op enkele verschillen na. Het primaire onderwijs bestaat uit de kleuterschool (4-6 jaar) en het basisonderwijs (6-12 jaar). Ook is er speciaal onderwijs: kleuter- en/of basisschool voor kinderen die speciale zorg nodig hebben.
Na het primaire onderwijs volgt het secundaire onderwijs, onderverdeeld in LBO (Lager Beroepsonderwijs) / EPB (Educacion Profesional Basico) (3 of 4 jaar), mavo (4 jaar), havo (5 jaar) en vwo (6 jaar). Overigens wordt op de middelbare school op Aruba hetzelfde Centraal Examen (CE) gemaakt als in Nederland.
Na het secundaire onderwijs volgt het post-secundair onderwijs (MBO/HBO/WO). Het MBO (EPI, Educacion Profesional Intermedio) is verdeeld in vier sectoren: Ciencia & Technologia (CT) (Wetenschap en Techniek), Salubridad & Servicio (SS) (Gezondheid en Dienstverlening), Hospitalidad y Turismo (HT) ("Gastvrijheid" en Toerisme) en Economico (E) (Economie). Daarnaast heeft Aruba het Instituto Pedagogico Arubano (IPA), de lerarenopleiding (HBO) voor primair en secundair onderwijs. Bovendien is er nog de Universiteit van Aruba (UA), met een Faculteit der Rechtsgeleerdheid (FdR), een Financieel Economische Faculteit (FEF), een Faculty of Hospitality and Tourism Management Studies (FHTMS), en een Faculty of Arts and Sciences (FAS).
Zie ook: Lijst van scholen op Aruba

## Evenementen
- Dia di Betico
- Carnaval
- Dia di Himno y Bandera (18 maart)
- Dia di Rey (Koningsdag)
- Viering San Juan

## Economie
Aruba is een welvarend land. De werkloosheid is laag (in 2023 4,3%) en het inkomen per hoofd van de bevolking is een van de hoogste in het Caraïbisch gebied (ca. US$ 24.087). Eind 2018 bedroeg de arbeidsparticipatie 56,6 procent voor vrouwen. Sinds 2001 kent Aruba een algemene ziektekostenverzekering (AZV) voor de gehele bevolking.
Tot het midden van de jaren 1980 was de belangrijkste industrie van Aruba aardolieraffinage. Toen werd de belangrijke Lago Oil raffinaderij gesloten en verschoof de economie van het eiland naar toerisme. Aruba verwelkomt tegenwoordig meer dan een miljoen verblijfstoeristen per jaar, waarvan driekwart Amerikanen. Het toerisme richt zich voornamelijk op de stranden en de zee. De raffinaderij is in 1986 gesloten, in 1991 heropend, in 2004 verkocht, in 2009 gesloten, in 2011 heropend, en in 2012 weer gesloten. In 2012 werd een intentieverklaring getekend met CITGO (de Amerikaanse dochter van de Venezolaanse staatsoliemaatschappij PDVSA) om te onderzoeken of de raffinaderij wederom heropend kon worden. In zomer 2016 tekende de Arubaanse premier Eman een 15-jarig contract met een nieuwe exploitant (mogelijk inderdaad die CITGO) voor heropening van de (‘stokoude’, 'verroeste') raffinaderij.
De munteenheid is de Arubaanse florin. Die is gerelateerd aan de koers van de dollar (vaste wisselkoers: 1 Amerikaanse dollar = 1,79 Arubaanse Florin). In de praktijk kan er ook met dollars worden betaald.
Tot 2009 gaf Nederland ontwikkelingshulp aan Aruba. Deze hulp werd met name ingezet voor rechtshandhaving, het onderwijs, de bestuurlijke ontwikkeling, gezondheidszorg en duurzame economische ontwikkeling. Deze hulp werd op verzoek van Aruba in 2009 gestopt. Sinds 2015 is er wel weer een vorm van financieel toezicht ingevoerd, omdat de schuld van Aruba sterk opgelopen is tot meer dan 80% van het BBP.
Aruba beschikt daarnaast over twee vrijhandelszones, zones waar in- en uitvoer en dienstenverkeer onder voorwaarde onbelast plaatsvindt.

## Toerisme

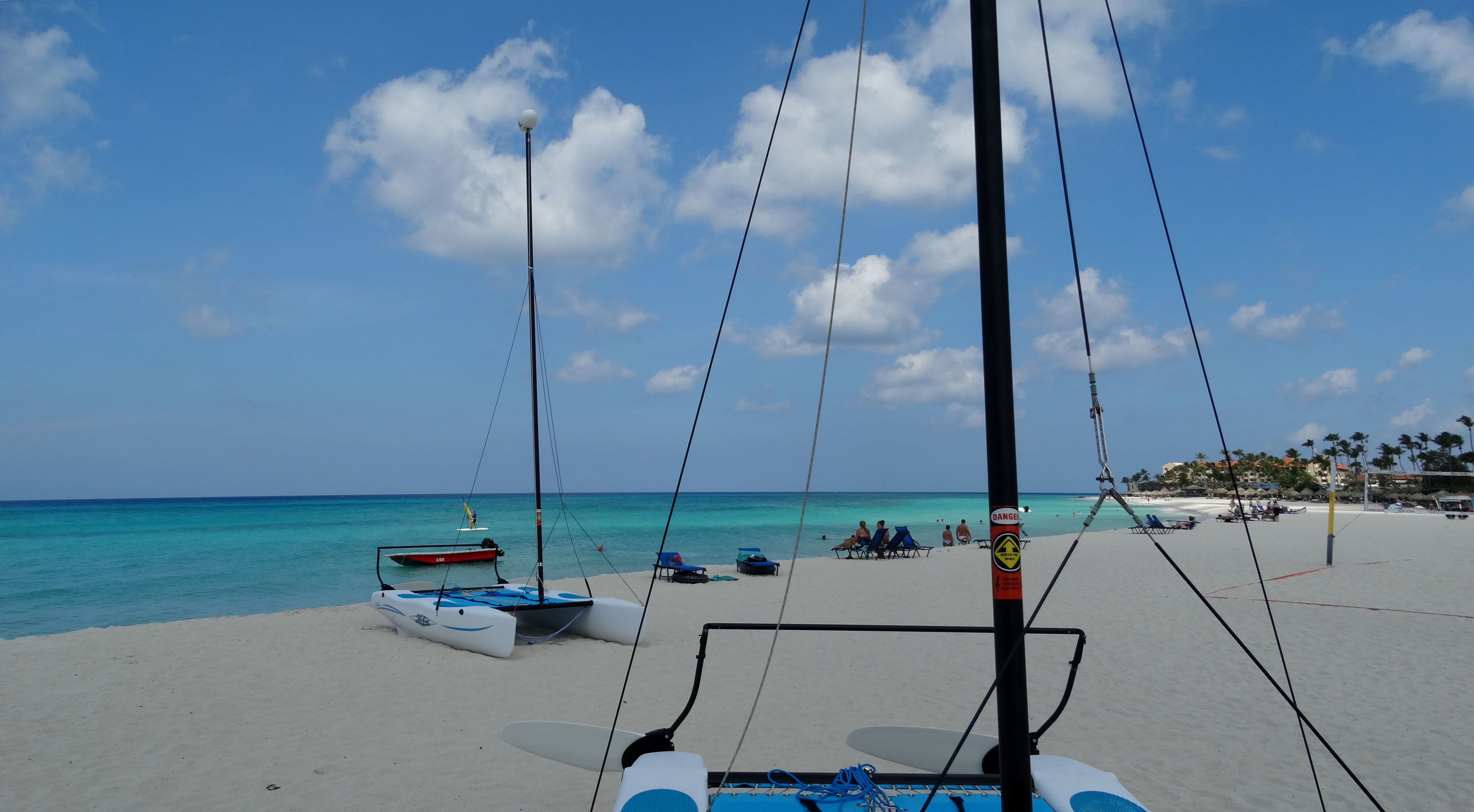
Strand nabij Tamarijn hotel

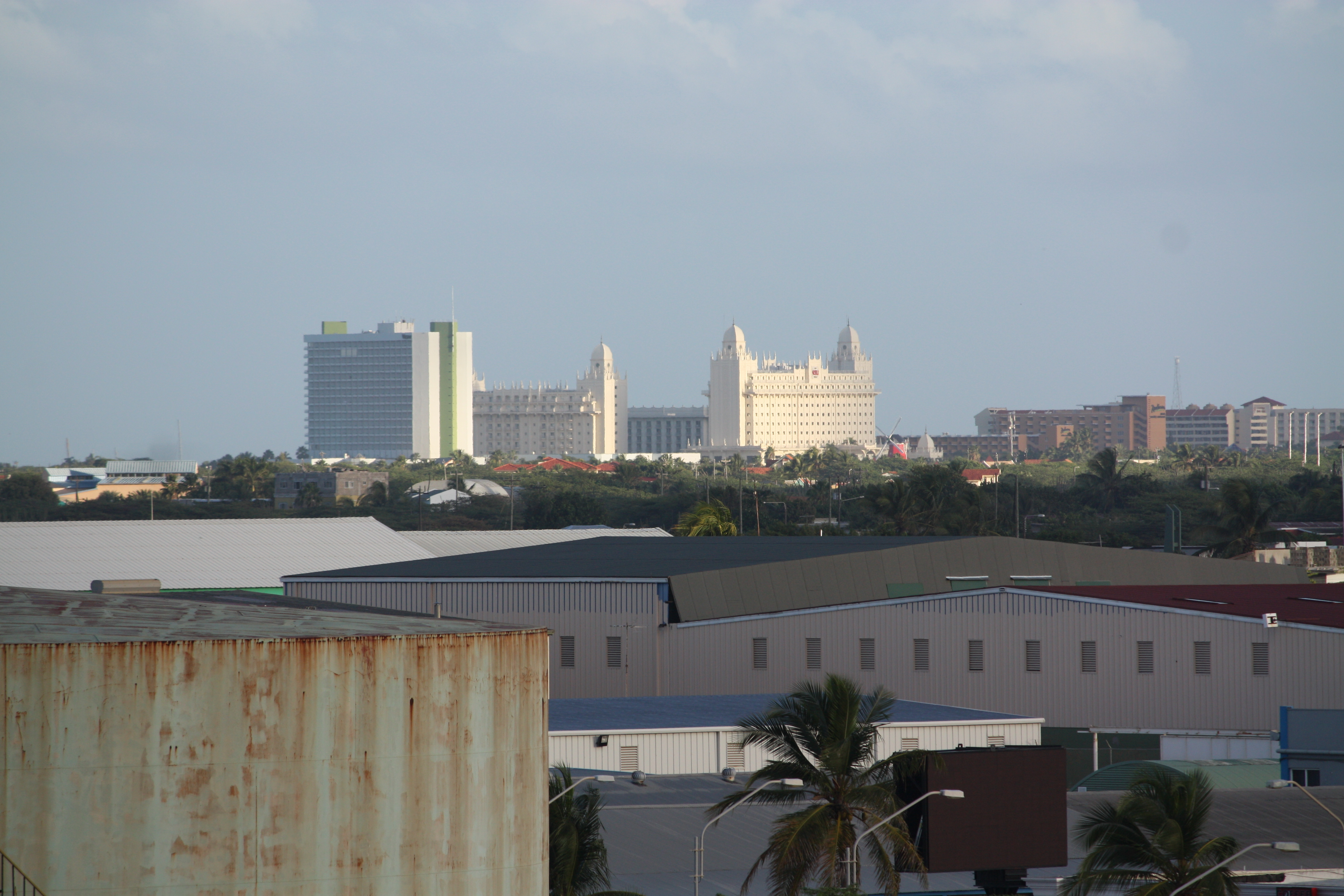
Uitzicht op Palm Beach high-rise hotels

Aruba heeft een grote en goed ontwikkelde toeristenindustrie, en ontving 1.082.000 verblijfstoeristen in 2018. Het grootste aantal toeristen komt uit Noord-Amerika, met een marktaandeel van 73,3%, naast 15,2% uit Latijns-Amerika en 8,3% uit Europa. Uit Nederland kwamen er 40.231 bezoekers in 2018. Er zijn vele luxe en minder luxe hotels, voornamelijk geconcentreerd langs de stranden aan de westkust. Aan Palm Beach liggen de luxe op Amerikaanse toeristen gerichte hotels. Dit gebied wordt ook wel de "Highrise-area" genoemd, vanwege het feit dat de meeste hotels gevestigd zijn in (voor Arubaanse begrippen) hoogbouw. Eagle Beach, op korte afstand van Palm Beach richting Oranjestad, biedt hotels op een wat kleinere en intiemere schaal in laagbouw-huisvesting, vandaar de naam "lowrise-area".
Oranjestad is naast de hoofdstad ook een belangrijke plaats in de toeristenindustrie. Hier bevindt zich de haven voor de vele cruiseschepen die Aruba aandoen. De cruise-industrie is een zeer belangrijke pijler van het toerisme op Aruba, omdat tijdens een cruise een groot deel van de passagiers aan wal gaan om het eiland te bezichtigen. Met 334 "cruise-calls" ontving Aruba 815.161 cruisetoeristen in 2018. Blijkens onderzoek droeg het cruise seizoen 2017/2018 US$ 102.8 miljoen bij aan de Arubaanse economie. In Oranjestad zijn verder nog een aantal luxe hotels, een aantal luxe winkelcentra, diverse op toerisme gerichte winkelstraten waaronder de "Mainstreet" en horecafaciliteiten te vinden. De Mainstreet, Caya G.F. (Betico) Croes genaamd, heeft de laatste jaren een herinrichting doorgemaakt, en is daarbij onder andere voorzien van een geheel nieuwe bestrating, nieuwe palmbomen, en een tramlijn voor toeristen.
Ook op andere plekken op het eiland is de nodige toeristenaccommodatie te vinden, onder meer in (particuliere) appartementencomplexen.

## Nationale feestdag
18 maart is de nationale feestdag van Aruba, de Dag van het Volkslied en de Vlag (Papiaments: Dia di Himno y Bandera). Op 18 maart 1948 werd door een petitie de eerste aanzet gedaan tot Arubaanse zelfstandigheid. In 1976 werd deze dag voor het eerst gevierd en werden ook het volkslied (Aruba Dushi Tera) en de vlag officieel aanvaard.

## Nationale symbolen
Formele en minder formele herkenningstekens van het natie-eiland kunnen de status van nationaal symbool verwerven. Zo zijn de Dividivi boom en de Fofoti boom niet weg te denken symbolen van het Arubaans landschap. Vanwege hun bijzondere silhouet komen afbeeldingen van deze bomen veelvuldig voor in toeristische promotiecampagnes. Tot de wettelijke nationale symbolen behoren de vlag van Aruba, het wapenschild en het volkslied. Sinds 2012 is hieraan toegevoegd de Arubaanse holenuil ofwel Shoco in het Papiaments.

## Flora en fauna
De flora van Aruba wordt gekenmerkt door diverse soorten van de cactusfamilie zoals Melocactus en Opuntia.
Opuntia stricta is een algemeen voorkomende schijfcactus op Aruba.
Boomsoorten met veel stekels die tegen de droogte kunnen als de Vachellia en Caesalpinia kenmerken Aruba.
Caesalpinia coriaria en Vachellia tortuosa zijn aangepast aan het droge winderige klimaat van Aruba.
Omdat Aruba op het Zuid-Amerikaanse continentaal plat ligt, lijkt de fauna sterk op die van het nabijgelegen Venezuela. Op het eiland komen twaalf zoogdieren voor, waaronder drie geïntroduceerde knaagdieren (bruine rat, zwarte rat en huismuis), een inheems knaagdier (Calomys hummelincki), een haasachtige (het Floridakonijn, Sylvilagus floridanus) en zeven vleermuizen (Peropteryx trinitatis, de kleine kaalrugvleermuis (Pteronotus davyi), Mormoops megalophylla, Glossophaga longirostris, Leptonycteris curasoae, Natalus tumidirostris en Molossus molossus).
De bekendste vogels en reptielen op Aruba zijn de gestreepte anolis, yuwana (groene leguaan), de dori (kikker), de shoco (uil), de cascabel (Aruba-ratelslang), de chuchubi, de oranje troepiaal, de barica geel (suikerdiefje) en de blenchi (kolibrie).
Renhagedissen zoals de alleen op Aruba levende cododo (Aruba-renhagedis) leven in het droge woestijnlandschap van Aruba.
Sommige dieren, waaronder de ratelslang, worden bedreigd door de boa constrictor. Deze slangensoort komt van nature niet op Aruba voor, maar heeft zich hoogstwaarschijnlijk op het eiland kunnen verspreiden nadat enkele exemplaren in de natuur zijn losgelaten. Nadat de soort zich op Aruba uitstekend bleek thuis te voelen heeft het zich op het eiland in hoog tempo vermenigvuldigd. Op dit moment is er daardoor sprake van een plaag. De slang is voor mensen ongevaarlijk, maar vormt wel een bedreiging voor bepaalde diersoorten.
Bedreigde inheemse plant- en diersoorten alsook het witte strandzand genieten wettelijke bescherming op grond van het CITES-verdrag, het landsbesluit inheemse flora en fauna of de zandverordening. De bescherming behelst tevens een exportverbod voor bijvoorbeeld voor koraal, schelpdieren of witzand.

## Politiek
Het staatshoofd is constitutioneel de Nederlandse Koning die de gouverneur van Aruba aanwijst om hem te vertegenwoordigen. De gouverneur is aangewezen voor een termijn van zes jaar. De gouverneur op zijn beurt benoemt de ministers. De werkelijke politieke macht ligt bij het parlement en de Raad van Ministers ofwel het kabinet. 

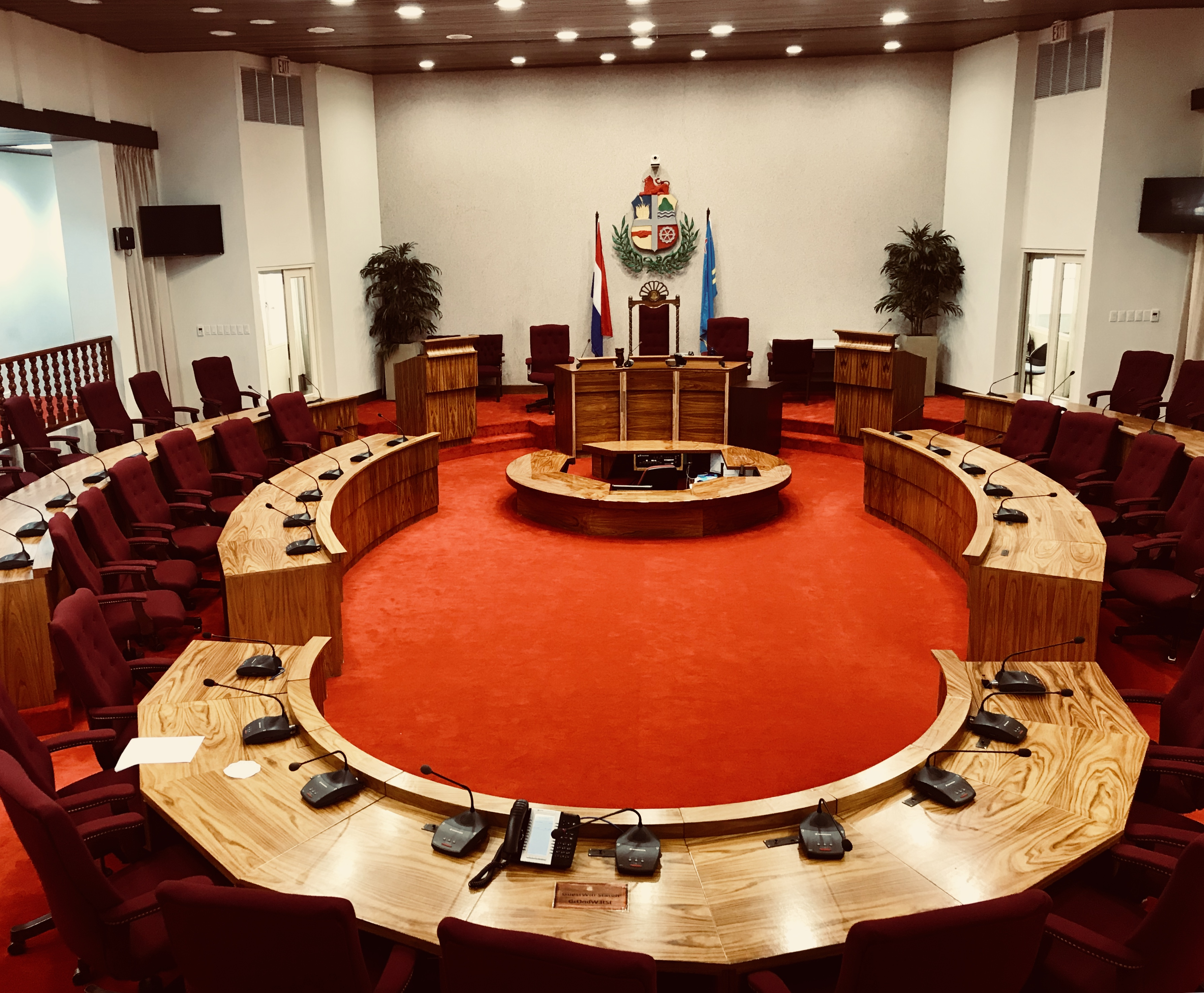
Vergaderzaal van de Staten van Aruba

 Het parlement van Aruba bestaat uit één kamer, de Staten met 21 leden die door de burgers voor vier jaar worden gekozen. De uitvoerende macht ligt bij de Raad van Ministers, die geleid wordt door een minister-president. Gouverneur en Raad van Ministers vormen samen de regering. De regering zetelt in Oranjestad. De volksvertegenwoordiging heeft het recht van amendement, van enquête en van interpellatie. Zij heeft eveneens het recht van initiatief. De landsbegroting dient door haar te worden goedgekeurd. Naast de Staten van Aruba controleren ook de Algemene Rekenkamer en de Raad van Advies het handelen van de regering op doelmatigheid en rechtmatigheid.
Momenteel is het staatshoofd Koning Willem-Alexander, de gouverneur Alfonso Boekhoudt en de minister-president Evelyn Wever-Croes (MEP).
De gouverneur waakt over het algemeen belang van het Koninkrijk op Aruba en ziet erop toe dat door wetgevings- en bestuursorganen op Aruba geen beslissingen worden genomen die de eenheid van het Koninkrijk kunnen schaden of die in strijd zijn met de bepalingen van het Koninkrijksstatuut of met een internationale regeling. De uitvoerende macht berust bij de gouverneur in samenwerking met de Raad van Ministers. De gouverneur wordt hierin bijgestaan door een Raad van Advies, die uit ten minste vijf door hem benoemde leden bestaat en die over alle ontwerpen van landsverordeningen, rijkswetten, landsbesluiten houdende algemene maatregelen en dergelijke, advies uitbrengt.

### Europese Unie
Aruba heeft de status van Landen en Gebieden Overzee (LGO) binnen de Europese Unie (EU). Het eiland valt niet onder het grondgebied van de EU, maar de inwoners bezitten wel de rechten van het EU-burgerschap. Aangezien het land niet behoort tot het grondgebied van de EU, hoeft het niet te voldoen aan het Europees recht en is de euro niet het wettelijke betaalmiddel. Er bestond een kans dat als uitvloeisel van de staatkundige hervorming van de Nederlandse Antillen in 2010, de status gewijzigd werd in die van een ultraperifere regio. Volgens de toenmalige oppositiepartij, MEP, zou ook de euro ingevoerd moeten worden. Dit laatste is helemaal van tafel gezien de huidige munteenheid waarvoor Bonaire reeds heeft gekozen. Er zijn ook genoeg voorbeelden van landen en gebieden binnen de Europese Unie die geen euro als officieel munteenheid hebben of willen hebben. De toenmalige regeringspartij, de AVP, had meerdere malen bevestigd dat zulke veranderingen strikt volgens de uitkomsten van referenda zou gebeuren.
Zie ook: Lijst van politieke partijen op Aruba
Zie ook: Staatkundige hervormingen binnen het Koninkrijk der Nederlanden

## Defensie
De defensietaken van Aruba zijn door de Nederlandse staat belegd bij de Nederlandse krijgsmacht. Daarmee is de Nederlandse krijgsmacht verantwoordelijk gesteld voor de uitvoering van het defensiebeleid. Dit wordt vanaf de marinierskazerne bij Savaneta (Aruba) uitgevoerd. De kazerne is een integraal onderdeel van de Commandant der Zeemacht in het Caraïbisch Gebied (CZMCARIB)
Op de Marinierskazerne Savaneta zijn de 32e infanterie-compagnie van het Korps Mariniers en het peloton van de Arubaanse Militie (ARUMIL) gestationeerd. De militie is onder andere verantwoordelijk voor bewakings- en beveiligingstaken maar kan ook operationeel ingezet worden. Zo zijn manschappen van de militie ingezet bij de hulpverlening na de aardbeving Haïti 2010. Ook zijn diverse ondersteunende diensten van de Koninklijke Marine aanwezig zoals de administratieve, logistieke, facilitaire en geneeskundige ondersteuning.

## Nutsbedrijven
Water- en Energiebedrijf Aruba, N.V. (W.E.B.) produceert drinkwater en stroom. Het gemiddelde dagelijkse verbruik op Aruba is ongeveer 35.600 m³/dag., en de gemiddelde elektriciteitsproductie is 104 MW. Naast de productie verzorgt WEB ook de waterdistributie op het eiland. Elektriciteits Maatschappij Aruba, N.V. (N.V. Elmar) is de enige distributeur van elektriciteit op het eiland Aruba. N.V. Elmar biedt haar klanten ook de mogelijkheid om zonnepanelen of windturbines toe te voegen. Samen met W.E.B. Aruba N.V., beide bedrijven delen hetzelfde hoofdbedrijf, namelijk Utilities Aruba N.V.

## Verkeer en vervoer
Bij Oranjestad ligt de Internationale Luchthaven Koningin Beatrix. Er zijn vanaf dit vliegveld dagelijkse verbindingen met Curaçao en Bonaire, met diverse steden in de VS, Zuid-Amerika en met Amsterdam. Er is een speciale terminal voor passagiers die van en naar de VS vliegen.
Een netwerk van autobussen van het openbaarvervoerbedrijf Arubus bestrijkt een groot deel van het eiland. Daarnaast rijden er vele particuliere minibusjes rond die passagiers oppikken langs de weg. De wegen op Aruba zijn in het algemeen van redelijke kwaliteit. De zeven hoofdwegen zijn geasfalteerd. In de meer afgelegen gebieden (zowel bewoond als onbewoond) waren de meeste wegen tot enkele jaren geleden onverhard. De laatste jaren worden echter ook deze wegen, met name in de bewoonde gebieden, geasfalteerd. Op Aruba is één snelweg te vinden die dwars over het eiland loopt en dat bij de luchthaven aansluit op de "Watty Vos Boulevard", een ringweg om Oranjestad. De maximale snelheid is daar 80 kilometer per uur. Deze snelheid wordt gecontroleerd door middel van laserguns.

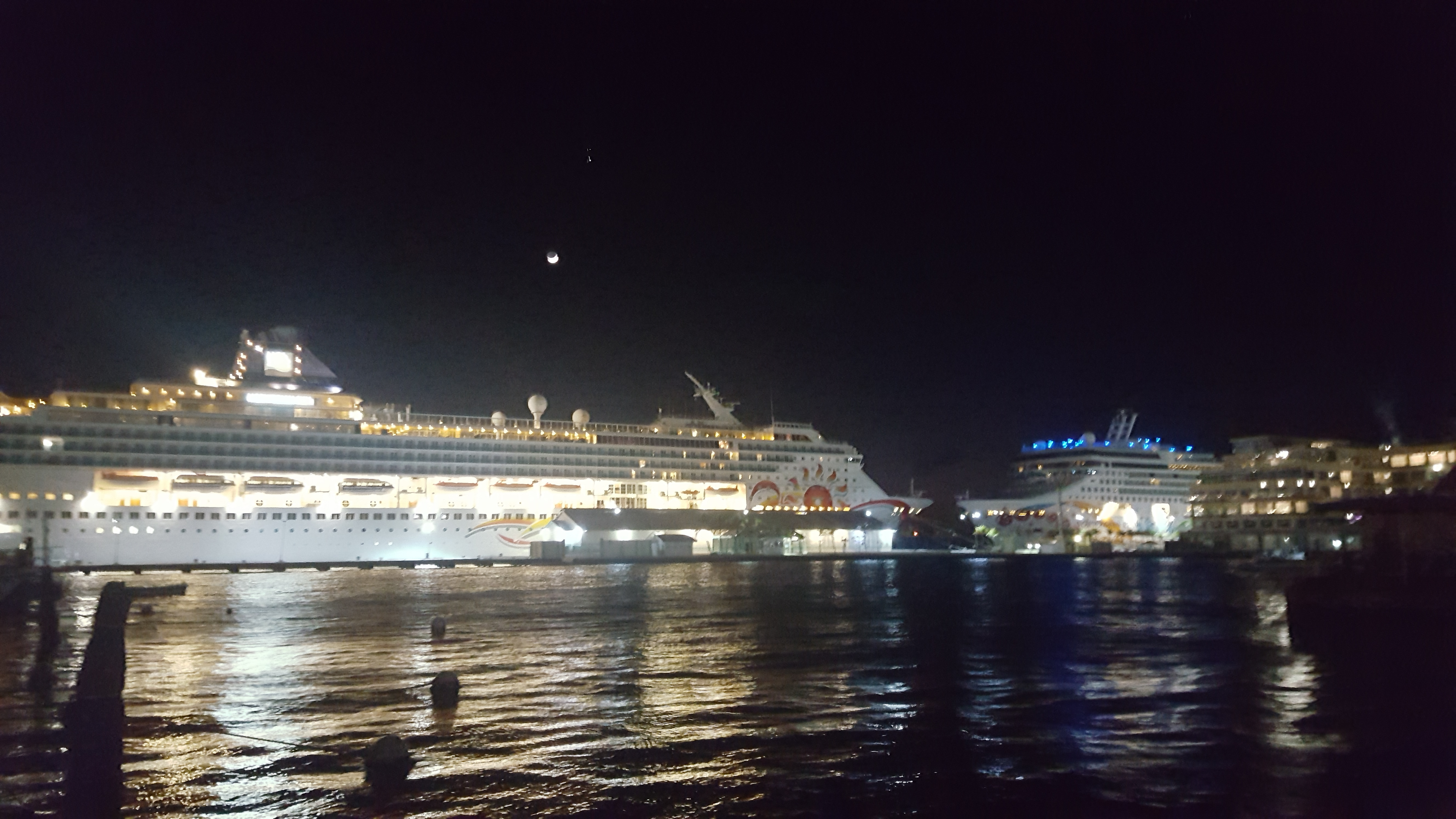
Cruiseschepen afgemeerd in de haven van Oranjestad

Aruba heeft een drietal zeehavens. De haven van Barcadera is sedert 2016 de voornaamste haven voor maritiem goederenvervoer, nadat de havens voor containervervoer en kleine vaartuigen van Oranjestad naar Barcadera verplaatst werd. Sedertdien is de Paardenbaai haven in Oranjestad/Taratata uitsluitend cruisehaven en is deze voorzien van faciliteiten voor het afmeren van megacruiseschepen. De haven van San Nicolas is een industriële haven waar voorheen olietankers voor de olieraffinaderij aanlegden.
Sinds 2013 heeft Oranjestad een tramlijn.

## Sport

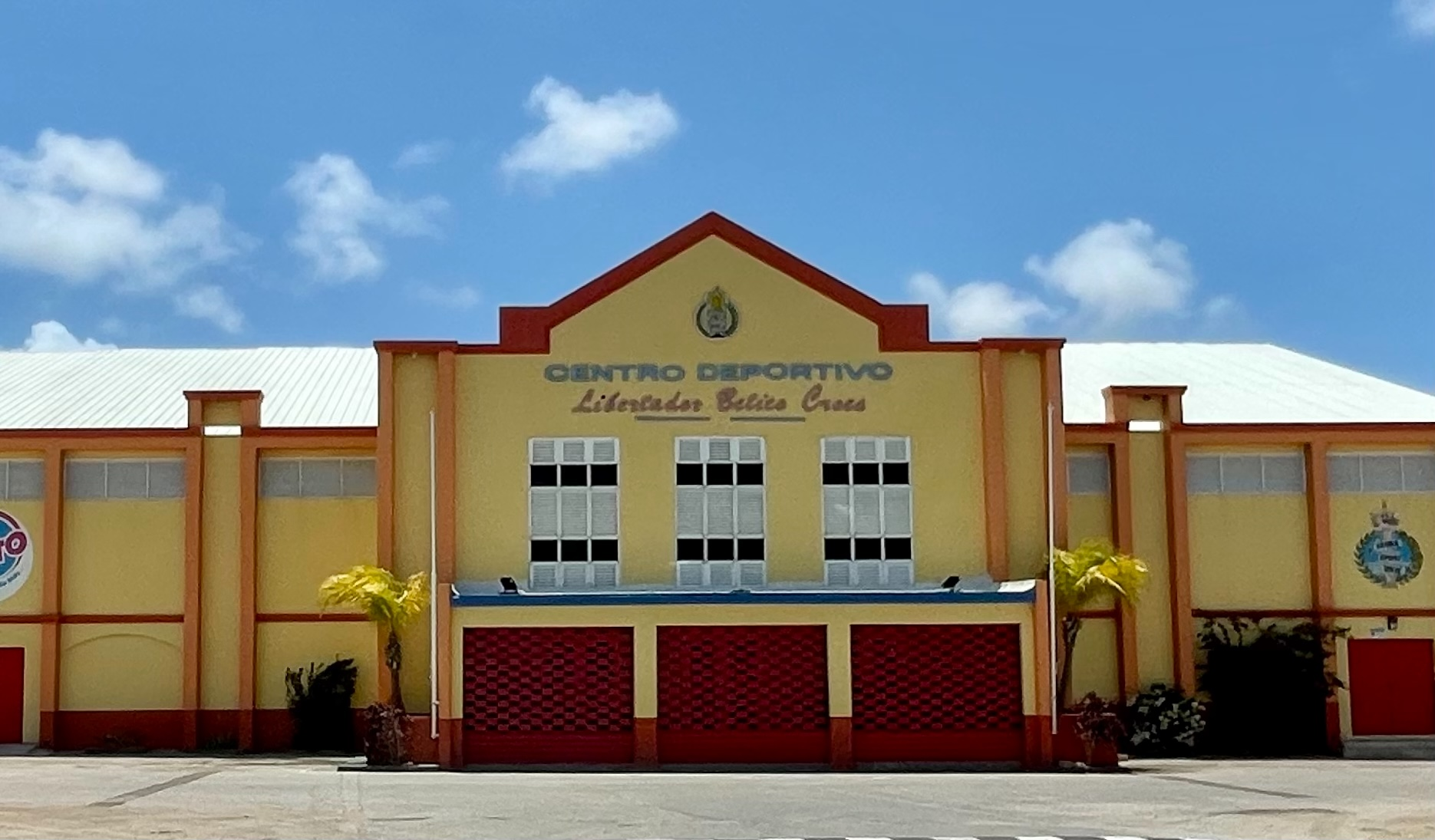
Sportcomplex Centro Deportivo Libertador Betico Croes in Santa Cruz

Een van de belangrijkste sporten in Aruba is honkbal. De sport was in de jaren 1930 geïntroduceerd door het Amerikaanse personeel van Lago, en is uitgegroeid tot topsport. Het Don Elias Mansur Ballpark is het grootste stadion met 12.000 zitplaatsen en wordt voornamelijk gebruikt voor honkbal. Arubaanse honkballers als Xander Bogaerts en Calvin Maduro spelen in de Major League, het hoogste niveau.
Het Arubaans voetbalelftal werd in 1932 opgericht, en is lid van de CONCACAF en de FIFA. Het elftal speelt in het Trinidadstadion met een capaciteit van 5.000 zitplaatsen. In 2022 stond Aruba op de 203de plaats van 210 landen. Aruba leent zich voor watersport waardoor surfen en kitesurfen populaire sporten zijn.
Tot en met 1984 nam Aruba deel aan de Olympische spelen als onderdeel van de Nederlandse Antillen. In 1985 werd het Comité Olímpico Arubano opgericht. Sindsdien doet Aruba zelfstandig mee aan de zomerspelen, maar heeft anno 2022 nog geen medaille gewonnen.